# Burg Hajnáčka
Die Ruinen von Burg Hajnáčka (slowakisch Hrad Hajnáčka, ungarisch Ajnácskő) befinden sich auf einem Basaltfelsen direkt über dem Dorf Hajnáčka im Okres Rimavská Sobota, 12 Kilometer südöstlich von Fileck (Fiľakovo), Region Gemer in der Slowakei. Die Höhenburg stammt aus dem 13. Jahrhundert. 
Während des Mongolensturms (1241–1242) errichteten Vasallen der Burg Beckov Befestigungen auf dem Felsen. Ursprünglich diente die Burg als Zuflucht. Später, um die Mitte des 15. Jahrhunderts, wurde eine Burg fertiggestellt. 1546 wurde die Burg von den Türken erobert. 1685 war Alexander Vécsey der Schloßkapitän. 1703 brannte die Burg nieder und wurde nicht wiederhergestellt. 
Von der Burg sind die Überreste des Palas und einer Bastion im schwer erreichbaren höchsten Teil der Burg erhalten geblieben. 